# Mikel Miller
Mikel Sean Miller (* 27. August 1988) ist ein philippinisch-US-amerikanischer Eishockeyspieler, der seit 2022 erneut bei den Manila Hawks in der philippinischen Liga spielt.

## Karriere
Mikel Miller spielte zu Beginn seiner Karriere für die Manila Hawks in der philippinischen Eishockeyliga. Nachdem er 2019/20 bei den Manila Chiefs aktiv war, steht er seit 2022 erneut bei den Hawks auf dem Eis.

### International
Für die philippinische Nationalmannschaft spielte Miller erstmals bei der Weltmeisterschaft 2023 in der Division IV, als der Aufstieg in die Division III gelang. Dort spielte er dann bei der Weltmeisterschaft 2024.

## Erfolge und Auszeichnungen
- 2023 Aufstieg in die Division III, Gruppe B, bei der Weltmeisterschaft der Division IV